# Premio Joaquín Gallegos Lara
El Premio Joaquín Gallegos Lara es un galardón literario entregado por el municipio de Quito a los mejores libros publicados en Ecuador durante el año en las categorías novela, cuento y teatro. Se otorga de manera simultánea al Premio Jorge Carrera Andrade, el 1 de diciembre de cada año en conmemoración del día de la interculturalidad quiteña, que se desarrolla como parte de las fiestas de fundación de la ciudad.
Los ganadores reciben una estatuilla denominada «Rumiñahui de Oro». Tanto este como el resto de galardones culturales del municipio de Quito están regidos por los artículos 720, 721 y 722 del Código Municipal de la ciudad. Cada categoría del premio requiere al menos de tres postulaciones en cada edición. En caso de recibir una menor cantidad, la categoría en cuestión es declarada desierta.

## Lista de ganadores
| Año  | Categoría                   | Obra                                                  | Autor                           |
| ---- | --------------------------- | ----------------------------------------------------- | ------------------------------- |
| 1989 | Narrativa                   | Loca para loca la loca                                | Huilo Ruales                    |
| 1990 | Narrativa                   | El hombre de la mirada oblicua                        | Javier Vásconez                 |
| 1991 | Narrativa                   | Manuela                                               | Luis Zúñiga Paredes             |
| 1992 | Narrativa                   | Fiesta de solitarios                                  | Raúl Vallejo                    |
| 1994 | Narrativa                   | Profundo en la galaxia                                | Santiago Páez                   |
| 1995 | Novela                      | El cristo feo                                         | Alicia Yánez Cossío             |
| 1995 | Cuento                      | El corazón es un animal en celo                       | Carlos Carrión                  |
| 1995 | Teatro                      |                                                       |                                 |
| 1996 | Novela                      | La noche del rebaño                                   | Luis Félix López                |
| 1996 | Cuento                      | El examinador                                         | Adolfo Macías Huerta            |
| 1996 | Teatro                      |                                                       |                                 |
| 1997 | Novela                      |                                                       |                                 |
| 1997 | Cuento                      | Las mujeres están locas por mí                        | Raúl Serrano Sánchez            |
| 1997 | Teatro                      |                                                       |                                 |
| 1998 | Novela                      | Anillos de serpiente                                  | Juan Valdano                    |
| 1998 | Cuento                      |                                                       |                                 |
| 1998 | Teatro                      |                                                       |                                 |
| 1999 | Novela                      | Acoso textual                                         | Raúl Vallejo                    |
| 1999 | Cuento                      | Flujo escarlata                                       | Sonia Manzano                   |
| 1999 | Teatro                      | Categoría declarada desierta                          | Categoría declarada desierta    |
| 2000 | Novela                      | Árbol al filo del desierto                            | Nicolás Jiménez                 |
| 2000 | Cuento                      |                                                       |                                 |
| 2000 | Teatro                      |                                                       |                                 |
| 2001 | Novela                      | Los Nazarenos                                         | Marcelo Lalama                  |
| 2001 | Cuento                      | Libro de los sueños                                   | Jorge Dávila Vázquez            |
| 2001 | Teatro                      |                                                       |                                 |
| 2002 | Novela                      | La piscina                                            | Francisco Granizo               |
| 2002 | Cuento                      | La celada                                             | Juan Valdano                    |
| 2002 | Teatro                      |                                                       |                                 |
| 2003 | Novela                      | Vientos de agosto                                     | Carlos Arcos Cabrera            |
| 2003 | Cuento                      | Historia del país fingido                             | Francisco Proaño Arandi         |
| 2003 | Teatro                      | Categoría declarada desierta                          | Categoría declarada desierta    |
| 2004 | Novela                      | La madriguera                                         | Abdón Ubidia                    |
| 2004 | Cuento                      | Relatos del día libre                                 | Eliécer Cárdenas                |
| 2004 | Teatro                      |                                                       |                                 |
| 2005 | Novela                      | El palacio del diablo                                 | Modesto Ponce                   |
| 2005 | Cuento                      | Historias cercanas                                    | José Hidalgo Pallares           |
| 2005 | Teatro                      |                                                       |                                 |
| 2006 | Novela                      | ¿Quién me ayuda a matar a mi mujer?                   | Carlos Carrión                  |
| 2006 | Cuento                      | Me descambias la vida                                 | Roque Espinosa                  |
| 2006 | Teatro                      | Medea llama por cobrar                                | Peky Andino                     |
| 2007 | Novela                      | El invitado                                           | Carlos Arcos Cabrera            |
| 2007 | Cuento                      | El pan y la carne                                     | Cristóbal Zapata                |
| 2007 | Teatro                      |                                                       |                                 |
| 2008 | Novela                      | Miércoles y estiércoles                               | Diego Cornejo Menacho           |
| 2008 | Cuento                      | Un cuento violento                                    | Esteban Mayorga                 |
| 2008 | Teatro                      |                                                       |                                 |
| 2009 | Novela                      | El sabor de la condena                                | Francisco Proaño Arandi         |
| 2009 | Cuento                      | Juegos de Proteo                                      | Juan Valdano                    |
| 2009 | Teatro                      | Categoría declarada desierta                          | Categoría declarada desierta    |
| 2010 | Novela                      | El Grito del Hada                                     | Adolfo Macías Huerta            |
| 2010 | Cuento                      | Balas perdidas                                        | Solange Rodríguez               |
| 2010 | Teatro                      | Dramaturgia desde el mar                              | Arístides Vargas y Nixon García |
| 2011 | Novela                      | Desnuda oscuridad                                     | Óscar Vela                      |
| 2011 | Cuento                      | Del otro lado de la ventana                           | Augusto Rodríguez               |
| 2011 | Teatro                      | Las comedias de la muerte                             | Peky Andino                     |
| 2012 | Novela                      | Oscurana                                              | Luis Carlos Mussó               |
| 2012 | Cuento                      | Malas compañías y otros caballos de Troya             | Edison Gabriel Paucar           |
| 2012 | Teatro                      | Categoría declarada desierta                          | Categoría declarada desierta    |
| 2013 | Novela                      | Volcán de Niebla                                      | Jaime Marchán                   |
| 2013 | Cuento                      | Pubis equinoccial                                     | Raúl Vallejo                    |
| 2013 | Teatro                      | Caminando sobre arenas movedizas                      | Patricio Vallejo                |
| 2014 | Novela                      | Los años perdidos                                     | Juan Pablo Castro               |
| 2014 | Cuento                      | La muerte silba un blues                              | Gabriela Alemán                 |
| 2014 | Teatro                      | Categoría declarada desierta                          | Categoría declarada desierta    |
| 2015 | Novela                      | Todo ese ayer                                         | Óscar Vela                      |
| 2015 | Cuento                      | Tiempo                                                | Abdón Ubidia                    |
| 2015 | Teatro                      | Categoría declarada desierta                          | Categoría declarada desierta    |
| 2016 | Novela                      | La curiosa muerte de María del Río                    | Juan Pablo Castro               |
| 2016 | Cuento                      | Altanoche                                             | Andrés Cadena                   |
| 2016 | Teatro                      | Categoría declarada desierta                          | Categoría declarada desierta    |
| 2017 | Novela                      | Humo                                                  | Gabriela Alemán                 |
| 2017 | Cuento                      | Las moscas y otros cuentos                            | Jorge Luis Cáceres              |
| 2017 | Teatro                      | Mickey Mouse a Gogo                                   | Paúl Puma                       |
| 2018 | Novela                      | Siberia                                               | Daniela Alcívar Bellolio        |
| 2018 | Cuento                      | Pelea de gallos                                       | María Fernanda Ampuero          |
| 2018 | Teatro                      | Lugar                                                 | Gabriela Ponce                  |
| 2019 | Novela                      | El nuevo Zaldumbide                                   | Salvador Izquierdo              |
| 2019 | Cuento                      | El manual de la derrota                               | José Hidalgo Pallares           |
| 2019 | Teatro                      | Categoría declarada desierta                          | Categoría declarada desierta    |
| 2020 | El premio no fue convocado. | El premio no fue convocado.                           |                                 |
| 2021 | Novela                      | Sanguínea                                             | Gabriela Ponce                  |
| 2021 | Cuento                      | Soplen vientos y a romper mejillas                    | Esteban Mayorga                 |
| 2021 | Teatro                      | Solo hay un jardín, en el fondo de todo hay un jardín | Gabriela Ponce                  |
| 2022 | Novela                      | 1822, La novela de la independencia                   | Íñigo Salvador                  |
| 2022 | Cuento                      | Una boca sin dientes                                  | Jorge Vargas Chavarría          |
| 2022 | Teatro                      | Categoría declarada desierta                          | Categoría declarada desierta    |
| 2023 | Novela                      | Fiebre de carnaval                                    | Yuliana Ortiz                   |
| 2023 | Cuento                      | Los trabajos del agua                                 | Rommel Manosalvas               |
| 2023 | Teatro                      | Goteras/Memorias de cafeína                           | Joce Deux y Edwin Hugo Mena     |
| 2024 | Novela                      | A orillas de un relato                                | Carolina Andrade                |
| 2024 | Cuento                      | El impulso femenino de saltar por las ventanas        | Abril Altamirano                |
| 2024 | Teatro                      | Categoría declarada desierta                          | Categoría declarada desierta    |